# Archiearis dilutior
Archiearis dilutior là một loài bướm đêm trong họ Geometridae.